# フェリーくまの
フェリーくまのは、南海フェリーが運航していたフェリー。

## 概要
なると丸の代船として新浜造船所で建造され、1989年3月23日に和歌山 — 小松島航路に就航した。船舶整備公団との共有船として建造。
1999年4月、徳島側の発着地が小松島港から徳島港に変更となる。
2007年4月、燃料価格の高騰と利用者の減少による減便で引退した。
その後、フィリピンのネグロスナビゲーションに売却され、CEBU FERRY 1となりセブフェリーで就航した。
ネグロスナビゲーションの再編により、2012年に船名をST.AUGUSTINE OF HIPPOと変更、現在は2GOで運航されている。

## 設計
先に建造されたフェリーたちばなより大型化し、総トン数が約2,000トンとなった。
海外売船後は、船首ランプが撤去され船首が整形されたほか、船尾ランプの大型化、船体後方上部への船室の増設などの改造が行われた。

## 船内

### 船室
- グリーン席
- 絨毯席
- 椅子席

### 設備
- 売店
- 自動販売機
- ゲームコーナー

## 事故・インシデント

### 貨物船との衝突
2005年4月11日、8時14分ごろ、徳島港を出港する際、フェリー埠頭を離岸して回頭水域へ後進中、対岸の津田埠頭を離岸して右回頭だった液体化学薬品ばら積船第十八蛭子丸と衝突した。本船の左舷船尾部が第十八蛭子丸の左舷中央部に後方から25度の角度で衝突、本船は左舷船尾の防舷材に亀裂および凹損を生じ、第十八蛭子丸は左舷中央部外板に破口を生じた。
事故原因は、後進中の本船が動静監視不十分で衝突回避措置をとらなかったこと、回頭中の第十八蛭子丸が衝突回避措置をとらなかったことで発生したもの、とされた。